# Letališče Celje
Letališče Celje (tudi Letališče Levec) (ICAO kratica LJCL) je športno javno letališče, ki se nahaja v Medlogu v Spodnji Savinjski dolini ob severozahodnem robu Celja v Mestni občini Celje v osrednji Sloveniji.
V bližini je naselje Levec. Letališče stoji na vodovarstvenem območju.
15. avgusta 2016 je bil v požaru zaradi udara strele prek drevesa uničen najstarejši glavni hangar, v katerem je zgorelo tudi šest letal in druga oprema. Stoječa večinoma lesena konstrukcija hangarja je zgorela, vendar je bila uničena, tako, da so jo zaradi varnosti odstranili.

## Letalski park

### Motorna letala
| letalo                | reg. št. | Izvor | Vloga    |
| --------------------- | -------- | ----- | -------- |
| Piper PA-38 Tomahawk  | S5-DDJ   | ZDA   | šolanje  |
| Cessna 172N           | S5-DDC   | ZDA   | aerotaxi |
| Piper PA-18 Super Cub | S5-DDE   | ZDA   | vleka    |
| Piper PA-25 Pawnee    | HA-TNC   | ZDA   | vleka    |

## Galerija
- Aeroklub Celje, stari hanger
- Vlečno letalo Piper PA-25 HA-TNC
- Letališče Celje
- Letališče po požaru 15. avgusta 2016
- Letališče južna stran pogorelega hangarja
- Letališče S5-DDS po pristanku
- Celje S5-JAF pred vzletom
- Super Cub S5-DDE
- PA-25 HA-TNC